# Karina (Sängerin)

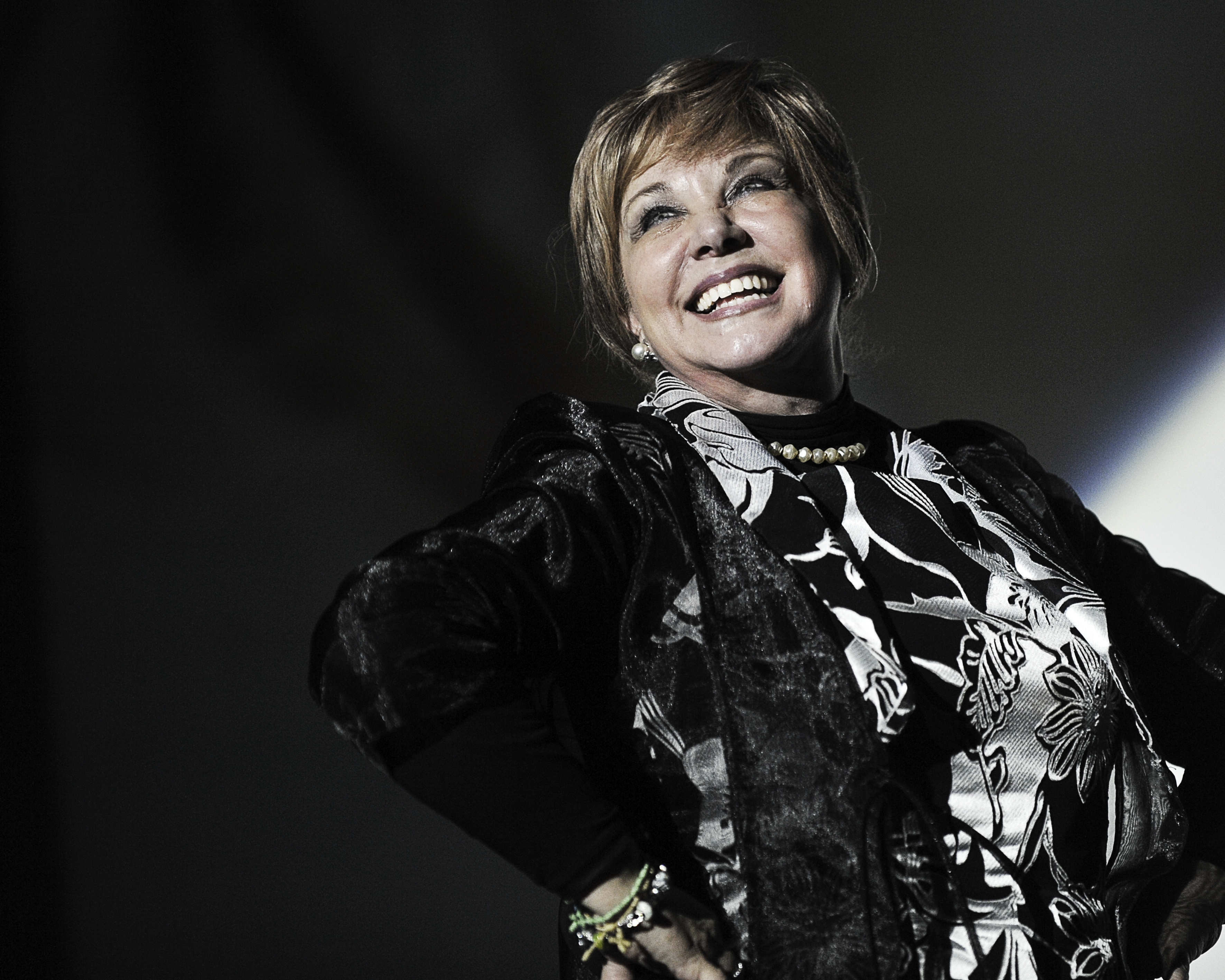
Karina (2011)

Karina (eigentlich: María Isabel Bárbara Llaudés Santiago; * 4. Dezember 1945 in Jaén, Andalusien) ist eine spanische Schlagersängerin.

## Leben und Wirken
Karinas Musikkarriere begann 1961; sie wurde bekannt als Darstellerin eines Werbespots und durch einen Auftritt beim Musikfestival in Benidorm. Sie erhielt einen Plattenvertrag und hatte ihre Auftritte vornehmlich in den 1960er und 1970er Jahren, zusätzlich sang und spielte sie in einigen Musikkomödien mit.
Sie wurde ausgewählt, Spanien beim Eurovision Song Contest 1971 in Dublin zu vertreten. Mit dem Schlager En un mundo nuevo erreichte sie den zweiten Platz.